# العلاقات الروسية الفرنسية
يعود تاريخ العلاقات الفرنسية الروسية إلى الحقبة الحديثة المبكرة.
وفقًا لنتائج إحصائية أجراها مركز بيو للأبحاث في العام 2017، فإن نسبة 36% من الشعب الفرنسي لديهم صورة إيجابية عن روسيا، في حين عبّر 62% من الشعب عن آراء سلبية تجاه روسيا. في استطلاع رأي في العام 2018 نشره مركز أبحاث الرأي العام الروسي يظهر أن 81% من الشعب الروسي لديهم صورة إيجابية عن فرنسا، بينما عبر 19% عن مواقف سلبية تجاهها.

## تاريخ
للعلاقات الروسية-الفرنسية تاريخ طويل. في منتصف القرن الحادي عشر، أصبحت آنا ابنة ياروسلاف الحكيم ملكة فرنسا وتزوجت بهنري الأول. بعد وفاة هنري، حكمت آنا فرنسا بشكل فعلي عندما تسلّمت منصب الوصي على العرش، لابن هنري ملك فرنسا التالي، فيليب الأول.
حال كلّ من التجزئة الإقطاعية التي قامت في القرن الثاني عشر في روسيا، والغزو التتاري-المنغولي في القرن الثالث عشر حال دون قيام علاقات روسية-فرنسية دائمة في ذلك الوقت. في العام 1413، زار الفارس والسياسي والدبلوماسي الفليمنكي غلبير دي لانوي زار فيليكي نوفغورود وبكسوف، اللذين اشتركا في حرب فرسان التيوتون على بولندا، وذكر وصفًا للبلدان الروسية في أسفاره وبعثاته الدبلوماسية (1399 – 1450).
نظرًا لأن الدولة الروسية المركزية التي تأسست في القرنين الخامس عشر والسادس عشر كانت على الدوام في حالة مواجهة دبلوماسية وعسكرية مع الكومنولث، فقد وُجد جزء معتبر من النخبة الحاكمة التي ركزت بشكل تقليدي على فرنسا، ولكن الحكام الكاثوليك في فرنسا طالما حاولوا تجنب إقامة اتصالات دبلوماسية مباشرة مع موسكو.
ظهر الاهتمام المباشر بروسيا في فرنسا بعد نشر كتاب المرتزق الهوغونوتي جاك مارغيريه «حالة الدولة الروسية ودوقية موسكو العظمى»، الكتاب الذي استقى منه المؤرخ المشهور جاك أوغوس دي تو في معلوماته في كتاب «تأريخ عصره» (1620).
في العام 1615، قُبل وفد إيفان كونديريف في بلاط الملك لويس الثالث عشر، ولكن آل به الحال إلى الفشل، ومع ذلك فقد وضع أساسات للعلاقات الدبلوماسية بين روسيا وفرنسا.
في صيف العام 1688، سافر وفد روسي من إسبانيا إلى فرنسا، ترأسه المفوض بي بوتيمكين، والتقى بالملك لويس الرابع عشر وكولبير وناقشا إقامة علاقات تجارية متبادلة ترتدّ بالنفع على البلدين.
ظهر أول كيان تمثيلي دبلوماسي روسي في فرنسا في العام 1702 بقرار من بطرس الأول الذي كان يسعى لعقد تحالف مع لويس الرابع عشر بسبب التقارب الذي حصل بين إنجلترا والسويد. مثّلت زيارة أجراها بطرس الأول بنفسه إلى فرنسا في العام 1717 مثلت نقطة البداية في إقامة علاقات دبلوماسية بين البلدين، لم تنقطع سوى بنشوب الثورة الفرنسية.
انطلاقًا من القلق بشأن هيمنة الألمان في بلاط الإمبراطورة آنا إيونوفا (1730 – 1740)، دعمت الدبلوماسية الفرنسية بشكل فعال انقلابًا في البلاط في العام 1741، نُصّبت على إثره إليزابيث بيتروفنا، التي أظهرت منذ شبابها ميلًا واضحًا إلى فرنسا وملكها لويس الخامس عشر، الذي حصلت محاولة فاشلة للزواج بينهما. أدى الماركيز دو لا شيتاردي دورًا فاعلًا، إذ خدم كمبعوث دبلوماسي في البلاط الروسي بين الأعوام 1739 – 1744. على كل حال، بعد مساعٍ للمستشار بيستوجيف، الحليف المقرب من دو لا شاتيرادي، فقد خسر الكونت لويستوك مكانته في العام 1748 مجللًا بالعار، وضعف تأثير الحزب المناصر لفرنسا بشكل ملحوظ.

### القرن الثامن عشر
يعود تاريخ العلاقات الدبلوماسية الفرنسية-الروسية إلى العام 1702 على أقل تقدير، عندما كان لفرنسا سفير (جان-كاسيمير بالوز) في موسكو. بعد انتصار روسيا على السويد في حرب الشمال العظمى من العام 1700 حتى العام 1721، وتأسيس سان بطرسبرغ كعاصمة روسيا الجديدة في العام 1712، وإعلان بطرس الأكبر عن قيام الإمبراطورية الروسية في العام 1721، أصبحت روسيا لاعبًا رئيسيًا في شؤون أوروبا الغربية لأول مرة. ضمِن البعد الجغرافي بين فرنسا وروسيا أن مناطق نفوذهما لن تتقاطع إلا فيما ندر. عند انخراطهما في الحرب، ندر ما وقع قتال مشترك بين جنود البلدين كحلفاء، أو قتال مباشر بينهما كأعداء في نفس ساحة المعركة. رغم ذلك، أدت كلّ منهما دورًا مهمًا في ميزان القوى الأوروبي. قاتلت القوات المسلحة لكلا البلدين في جوانب متحاربة في حرب الخلافة البولندية 1733-1738، وحرب الخلافة النمساوية 1740-1748؛ وتحالفا ضد بروسيا خلال حرب السنوات السبع 1756-1763.

### القرن التاسع عشر
أدت روسيا دورًا مركبًا في الحروب النابليونية. اشتركت روسيا في القتال ضد فرنسا ضمن حرب التحالف الثاني. عند تقلّد نابليون بونابارت (الذي عُرف فيما بعد باسم الإمبراطور نابليون الأول) مقاليد السلطة في العام 1799، حافظت روسيا على عداوتها لفرنسا، وخاضت ضدها حروب التحالف الثالث والرابع، اللتان انتصرت بهما فرنسا، وشهدتا توسع فرنسا في وسط أوروبا. نتج عن هذا قيام دولة بولندا المدعومة فرنسيًا، ودوقية وارسو في العام 1807، التي مثلت تهديدًا لروسيا وسببت توترات أفضت إلى الغزو الفرنسي لروسيا في العام 1812. شكّل ذلك هزيمة كبرى لفرنسا ونقطة تحول في الحروب النابليونية، نجم عنها سقوط بونابرت واستعادة ملكية آل بوربون. أدت روسيا دورًا رئيسيًا في هزيمة نابليون في العام 1814. في مؤتمر فيينا في الأعوام 1814-1815، قامت روسيا بدور دبلوماسي كبير كقائدة للقوى المحافظة والمناهضة للثورة. تناغم هذا تمامًا مع اتجاه آل بوربون الذين حكموا فرنسا مرة أخرى. كانت روسيا مهيمنة على الوفاق الأوروبي المحافظ الذي سعى للقضاء على الثورة.
أظهرت روسيا عداءها مرة أخرى لثورات الربيع الأوروبي التي اندلعت في أرجاء أوروبا في العام 1848، والتي جاءت بلويس نابليون بونابارت (الذي عُرف لاحقًا باسم الإمبراطور نابليون الثالث) على رأس السلطة في فرنسا. انتهج نابليون الثالث «سياسة القوميات»، أو الدعم للثورات القومية في الدول ذات القوميات المتعددة، مثل الإمبراطورية النمساوية-المجرية، والإمبراطورية العثمانية، وهو ما عارضه بشدة النظام القيصري في روسيا. أدت تحديات فرنسا للنفوذ الروسي إلى انخراط فرنسا في حرب القرم التي شهدت غزو القوات الفرنسية لشبه جزيرة القرم. انتهت الحرب بهزيمة روسيا.
سعى الإمبراطور الفرنسي نابليون الثالث جاهدًا إلى التوصل إلى تفاهم ودّي مع روسيا، ونجح في تحقيق ذلك عبر توقيع معاهدة سرية في مارس من العام 1859. تذكر المعاهدة في بندها الأول: «في حال نشوب حرب بين إقليم بييمونتي وفرنسا من جهة ضد النمسا من جهة أخرى، فعلى الإمبراطور أليكساندر، منذ لحظة إعلان الحرب، تبنّي موقف سياسي وعسكري يظهر بشكل لا لبس فيه الحياد الإيجابي تجاه فرنسا».
يذكر إيه جيه بي تايلور بأن معاهدة العام 1859، «كانت نصرًا لنابليون؛ وبفضلها تحقق تحرير إيطاليا. على كل حال، عند نشوب التمرد في بولندا في العام 1863، أرسلت فرنسا سلسلة رسائل إلى روسيا تطالبها بالإصلاحات، وأنهت الاتفاق الودي للعام 1859. في بروسيا، انتهج أوتو فون بيسمارك موقفًا وديًا تجاه روسيا وبولندا في مسائل أخرى، وحرص أنه في حال اندلعت الحرب بين فرنسا والدول الجرمانية في العام 1870، بأن روسيا ستقف على الحياد، مثلها مثل أي قوة أخرى».
في القرن التاسع عشر، نحت السياسة الخارجية للإمبراطورية الروسية منحىً معاديًا لفرنسا الجمهورية وشديد التأييد لألمانيا.

## مقارنة بين البلدين
هذه مقارنة عامة ومرجعية للدولتين:
| وجه المقارنة                                              | روسيا                                   | فرنسا                                                    |
| --------------------------------------------------------- | --------------------------------------- | -------------------------------------------------------- |
| المساحة (كم2)                                             | 17.08 مليون                             | 643.80 ألف                                               |
| عدد السكان (نسمة)                                         | 146.80 مليون                            | 67.12 مليون                                              |
| الكثافة السكانية (ن./كم²)                                 | 8.59                                    | 104.26                                                   |
| العاصمة                                                   | موسكو                                   | باريس                                                    |
| اللغة الرسمية                                             | اللغة الروسية                           | لغة فرنسية                                               |
| العملة                                                    | روبل روسي                               | يورو، فرنك س ف ب، فرنك فرنسي، Livre tournois ‏            |
| الناتج المحلي الإجمالي (بليون دولار)                      | 1.58 تريليون                            | 2.58 تريليون                                             |
| الناتج المحلي الإجمالي (تعادل القوة الشرائية) بليون دولار | 3.69 تريليون                            | 2.87 تريليون                                             |
| الناتج المحلي الإجمالي الاسمي للفرد دولار أمريكي          | 9.09 ألف                                | 36.20 ألف                                                |
| الناتج المحلي الإجمالي للفرد دولار أمريكي                 |                                         | 39.33 ألف                                                |
| مؤشر التنمية البشرية                                      | 0.798                                   | 0.888                                                    |
| رمز المكالمات الدولي                                      | +7                                      | +33                                                      |
| رمز الإنترنت                                              | .ru، .рф، .рус ‏، .su                    | .fr، .bzh ‏، .tf، .re، .wf، .yt، .pm، .paris              |
| المنطقة الزمنية                                           | Magadan Time ‏، ت ع م+02:00، ت ع م+12:00 | أوروبا/باريس ‏، توقيت وسط أوروبا، توقيت وسط أوروبا الصيفي |

## مدن متوأمة
في ما يلي قائمة باتفاقيات التوأمة بين مدن روسية وفرنسية:
- ترتبط إيركوتسك مع غرونوبل باتفاقية توأمة منذ 2007.
- ترتبط فلاديمير مع سانتس باتفاقية توأمة منذ 1983.[17][18]
- ترتبط ماياسكي مع Marly, Moselle [الإنجليزية]‏ باتفاقية توأمة.
- ترتبط فولغوغراد مع ديجون باتفاقية توأمة منذ 1966.[19][19][19]
- ترتبط بوشكين مع فرساي باتفاقية توأمة منذ 1971.
- ترتبط تامبوف مع بار لو دوك باتفاقية توأمة.
- ترتبط ريازان مع بريسوير باتفاقية توأمة.
- ترتبط فولوغدا مع ستراسبورغ باتفاقية توأمة منذ 28 مايو 2014.[20][20][20][20]
- ترتبط خاباروفسك مع فيلوربان باتفاقية توأمة.
- ترتبط سربوخوف مع بوبيني باتفاقية توأمة.
- ترتبط مورمانسك مع دوارننيه باتفاقية توأمة منذ 8 أبريل 1993.[21][21][21][22]
- ترتبط ياروسلافل مع بواتييه باتفاقية توأمة منذ 1995.
- ترتبط محج قلعة مع لاروش سور يون باتفاقية توأمة منذ 1987.
- ترتبط أورينبورغ مع بلانياك باتفاقية توأمة.
- ترتبط سمولينسك مع تيل (فرنسا) باتفاقية توأمة منذ 1985.
- ترتبط كلين مع أورلي باتفاقية توأمة.
- ترتبط بيتروزوفودسك مع لا روشيل باتفاقية توأمة منذ 2002.[23][24][25][26]
- ترتبط تفير مع بيزنسون باتفاقية توأمة منذ 1989.
- ترتبط نوجينسك مع Sanary-sur-Mer [الإنجليزية]‏ باتفاقية توأمة.
- ترتبط بروتفينو مع أنتوني باتفاقية توأمة منذ 8 يوليو 1998.
- ترتبط كرنشتات مع تولون باتفاقية توأمة منذ 1993.[27][28]
- ترتبط بيرم مع Amnéville [الإنجليزية]‏ باتفاقية توأمة منذ 2007.
- ترتبط يوشكار-أولا مع بورج باتفاقية توأمة منذ 2001.
- ترتبط تولياتي مع كولمار باتفاقية توأمة منذ 1 أغسطس 1991.
- ترتبط يالطا مع نيس باتفاقية توأمة منذ 2008.[29][29][30][30]
- ترتبط أباتيتي مع Mers-les-Bains [الإنجليزية]‏ باتفاقية توأمة.
- ترتبط كيسلوفودسك مع إيكس ليه با باتفاقية توأمة منذ 1997.
- ترتبط بودولسك مع سانت أوين سور سين باتفاقية توأمة منذ 8 سبتمبر 2001.
- ترتبط كالينينغراد مع شيربورغ-أوكتوفيل باتفاقية توأمة منذ 2002.[31][31][31][32]
- ترتبط غيلينجيك مع أنغوليم باتفاقية توأمة منذ 25 سبتمبر 2017.[33][33]
- ترتبط كوستروما مع دول (فرنسا) باتفاقية توأمة منذ 9 يونيو 2005.
- ترتبط بسكوف مع آرل باتفاقية توأمة منذ 1969.
- ترتبط سانت بطرسبرغ مع ليون باتفاقية توأمة منذ 2 أكتوبر 1967.
- ترتبط توابسي مع أجان باتفاقية توأمة.
- ترتبط مايتشي مع مونتروي باتفاقية توأمة منذ 2001.[34][34][35][35]
- ترتبط أرخانغلسك مع ميلوز باتفاقية توأمة منذ 1989.
- ترتبط روستوف على نهر الدون مع لو مان باتفاقية توأمة منذ 1999.[36][36][36][36]
- ترتبط سوتشي مع منتون باتفاقية توأمة منذ 2012.

## منظمات دولية مشتركة
يشترك البلدان في عضوية مجموعة من المنظمات الدولية، منها:
| علم المنظمة | اسم المنظمة                        | تاريخ انضمام روسيا | تاريخ انضمام فرنسا |
| ----------- | ---------------------------------- | ------------------ | ------------------ |
|             | المنظمة الهيدروغرافية الدولية      | ?                  | ?                  |
|             | مجموعة العشرين                     | 26 سبتمبر 1999     | 26 سبتمبر 1999     |
|             | منظمة الشرطة الجنائية الدولية      | 27 سبتمبر 1990     | ?                  |
|             | مجلس الأمن التابع للأمم المتحدة    | 24 ديسمبر 1991     | 24 أكتوبر 1945     |
|             | الاتحاد البريدي العالمي            | ?                  | ?                  |
|             | منظمة التجارة العالمية             | 22 أغسطس 2012      | 1995               |
|             | الفريق المعني برصد الأرض           | ?                  | ?                  |
|             | مجموعة الموردين النوويين           | ?                  | ?                  |
|             | مؤسسة التنمية الدولية              | 16 يونيو 1992      | 30 ديسمبر 1960     |
|             | اتفاقية السماوات المفتوحة          | ?                  | ?                  |
|             | منظمة الأمن والتعاون في أوروبا     | 1992               | 25 يونيو 1973      |
|             | مؤسسة التمويل الدولية              | 12 أبريل 1993      | 20 يوليو 1956      |
|             | مجلس أوروبا                        | 28 فبراير 1996     | 5 مايو 1949        |
|             | منظمة حظر الأسلحة الكيميائية       | ?                  | ?                  |
|             | الأمم المتحدة                      | 24 أكتوبر 1945     | 24 أكتوبر 1945     |
|             | الاتحاد الدولي للاتصالات           | 1866               | 1866               |
|             | دول نووية                          | ?                  | 1960               |
|             | البنك الدولي للإنشاء والتعمير      | 16 يونيو 1992      | 27 ديسمبر 1945     |
|             | وكالة ضمان الاستثمار متعدد الأطراف | 29 ديسمبر 1992     | 28 ديسمبر 1989     |
|             | مجموعة الثماني                     | 1998               | 1975               |
|             | نظام تحكم تكنولوجيا القذائف        | 1995               | 1987               |
|             | يونسكو                             | 21 أبريل 1954      | 4 نوفمبر 1946      |

## أعلام
هذه قائمة لبعض الشخصيات التي تربطها علاقات بالبلدين:
- ألكسندر أليخين (31 أكتوبر 1892[45] – 24 مارس 1946[45][46][47])
- أولغا كوريلنكو (14 نوفمبر 1979[48][49] – )
- بيتر إليتش تشايكوفسكي (ملحن روسي، 25 أبريل 1840[50][51][52] – 25 أكتوبر 1893[50][51][52])
- بيتر كارل فابرجيه (18 مايو 1846 – 24 سبتمبر 1920[53][54])
- جيرارد ديبارديو (ممثل فرنسي، 27 ديسمبر 1948[55][56][57] – )
- رومان بولانسكي (18 أغسطس 1933[58][59][60] – )
- سيزار كوي (18 يناير 1835[61][62][63] – 13 مارس 1918)
- شارل الخامس ملك فرنسا (21 يناير 1338 – 16 سبتمبر 1380)
- فاسيلي كاندينسكي (رسام روسي، 4 ديسمبر 1866[64][65][66] – 13 ديسمبر 1944[65][66][67])
- فرانسواز ساغان (كاتبة فرنسية، 21 يونيو 1935[68][69][70] – 24 سبتمبر 2004[68][70][71])
- فيليب الأول ملك فرنسا (23 مايو 1052 – 29 يوليو 1108)
- لو أندرياس سالومي (12 فبراير 1861[72][73] – 5 فبراير 1937[72][73])
- لويس السادس ملك فرنسا (سياسي فرنسي، 1 ديسمبر 1081[74] – 1 أغسطس 1137[74])
- نيقولا بيرديائيف (فيلسوف روسي، 6 مارس 1874 – 24 مارس 1948)
- يوري دجوركاييف (لاعب كرة قدم فرنسي، 9 مارس 1968[75] – )

## معرض صور

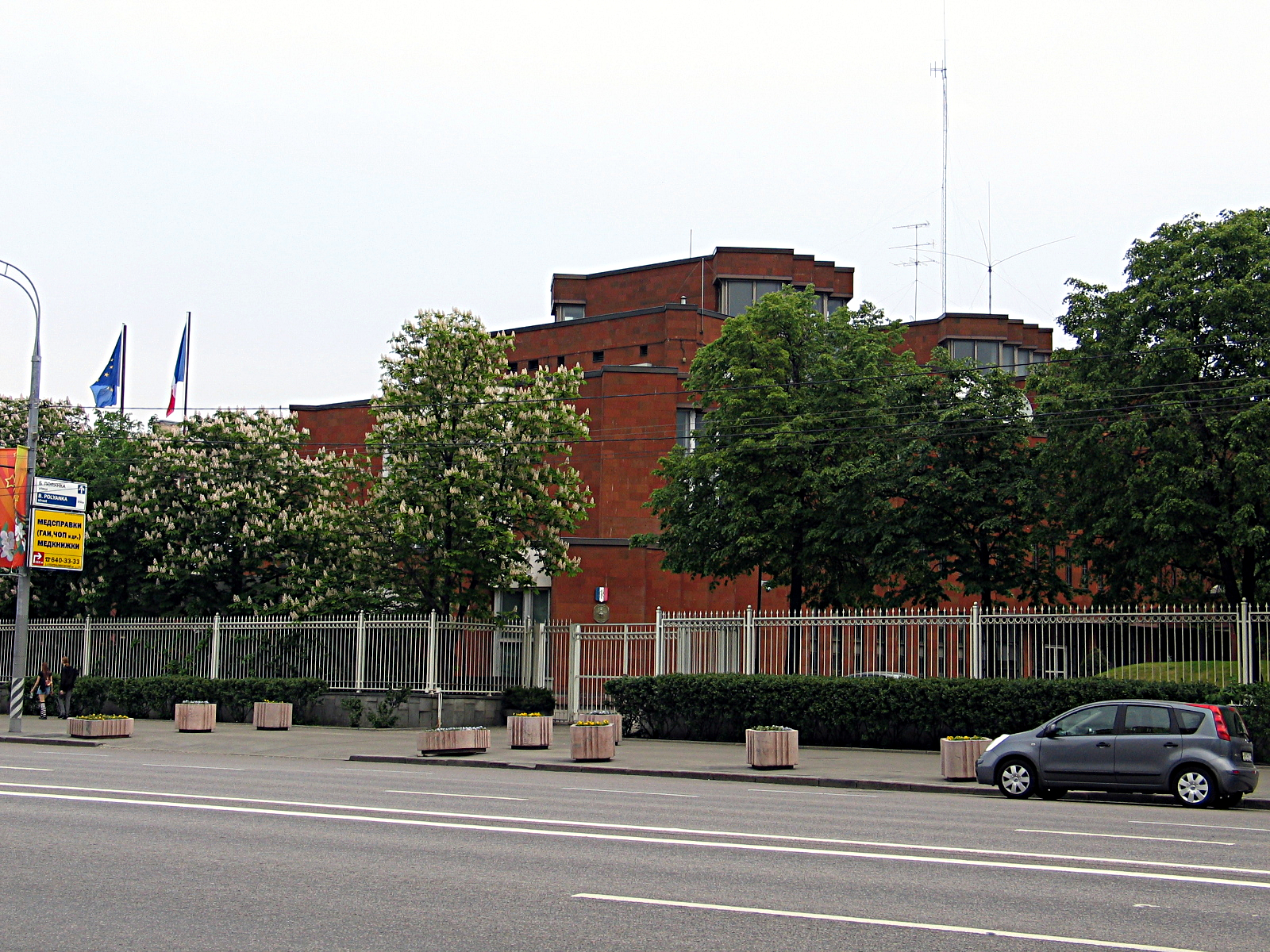
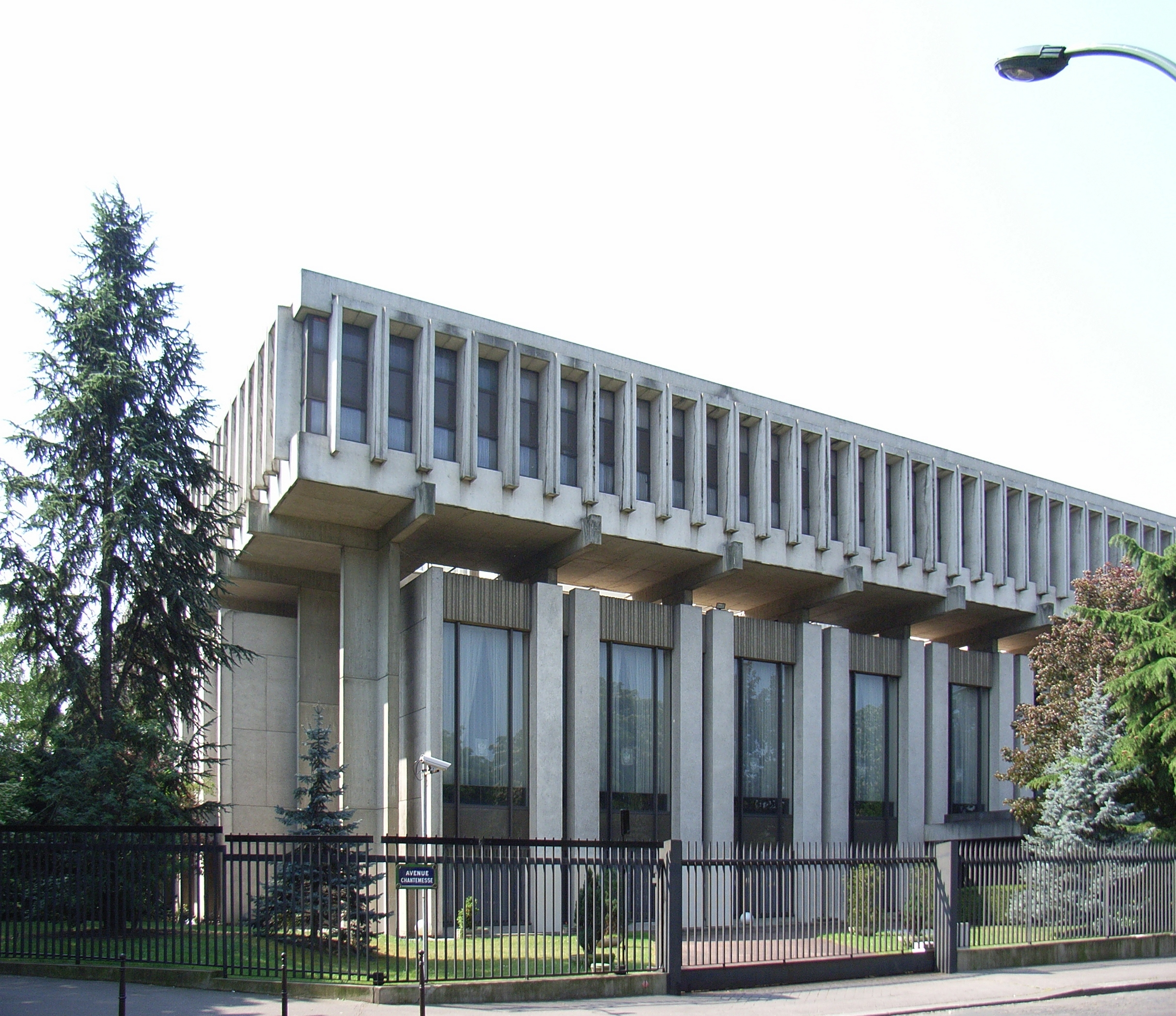
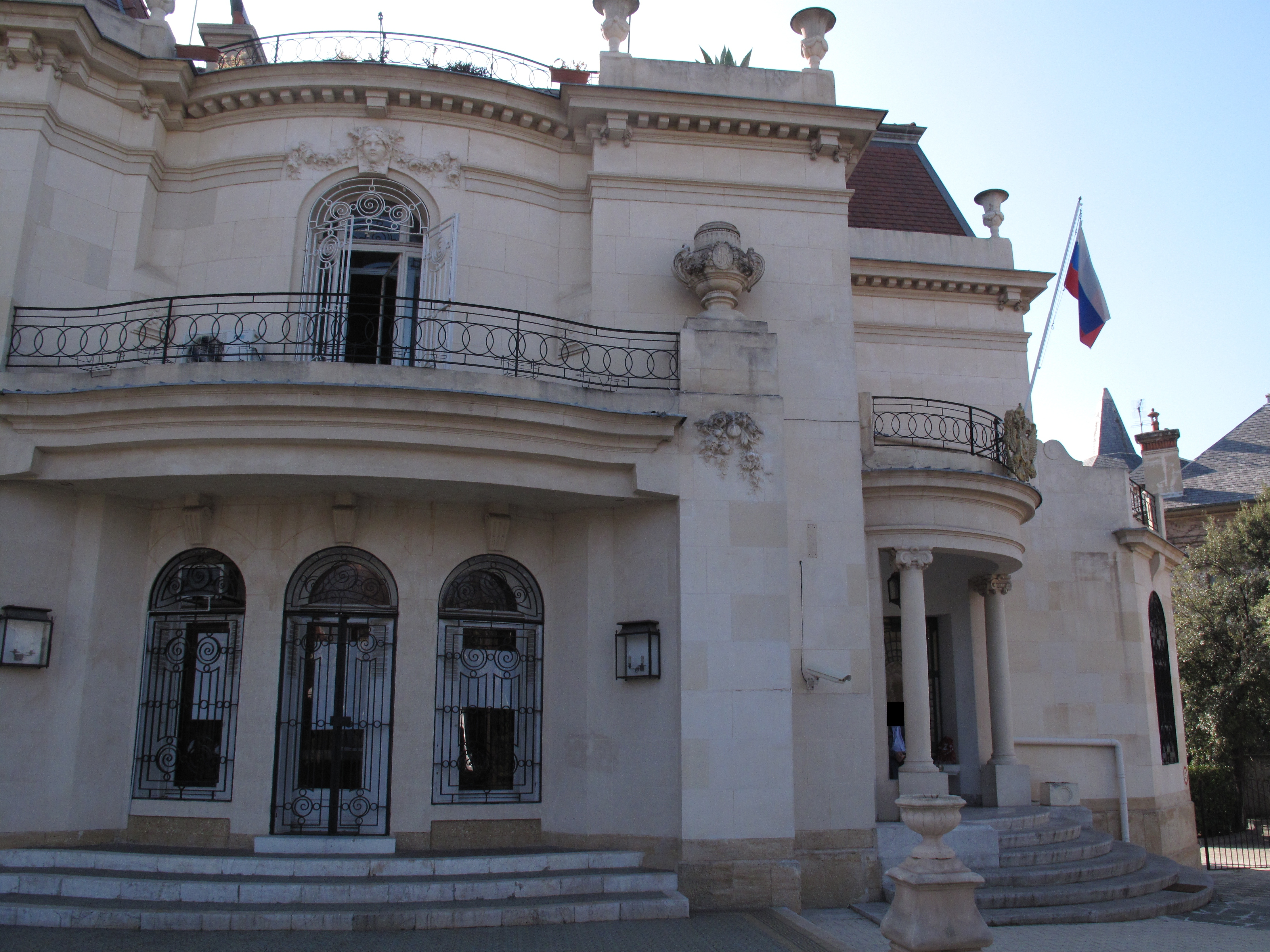
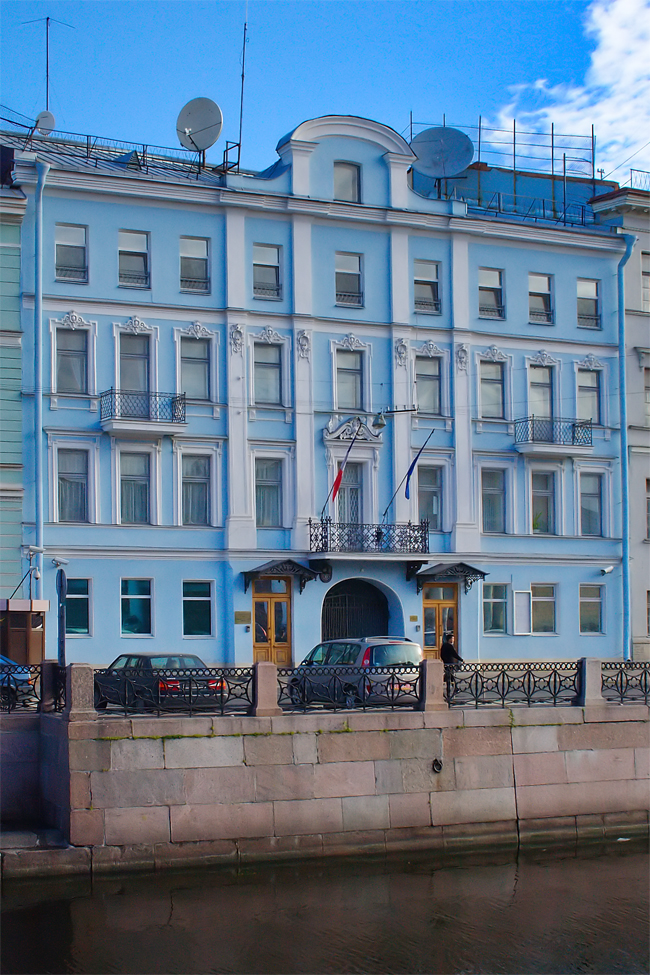
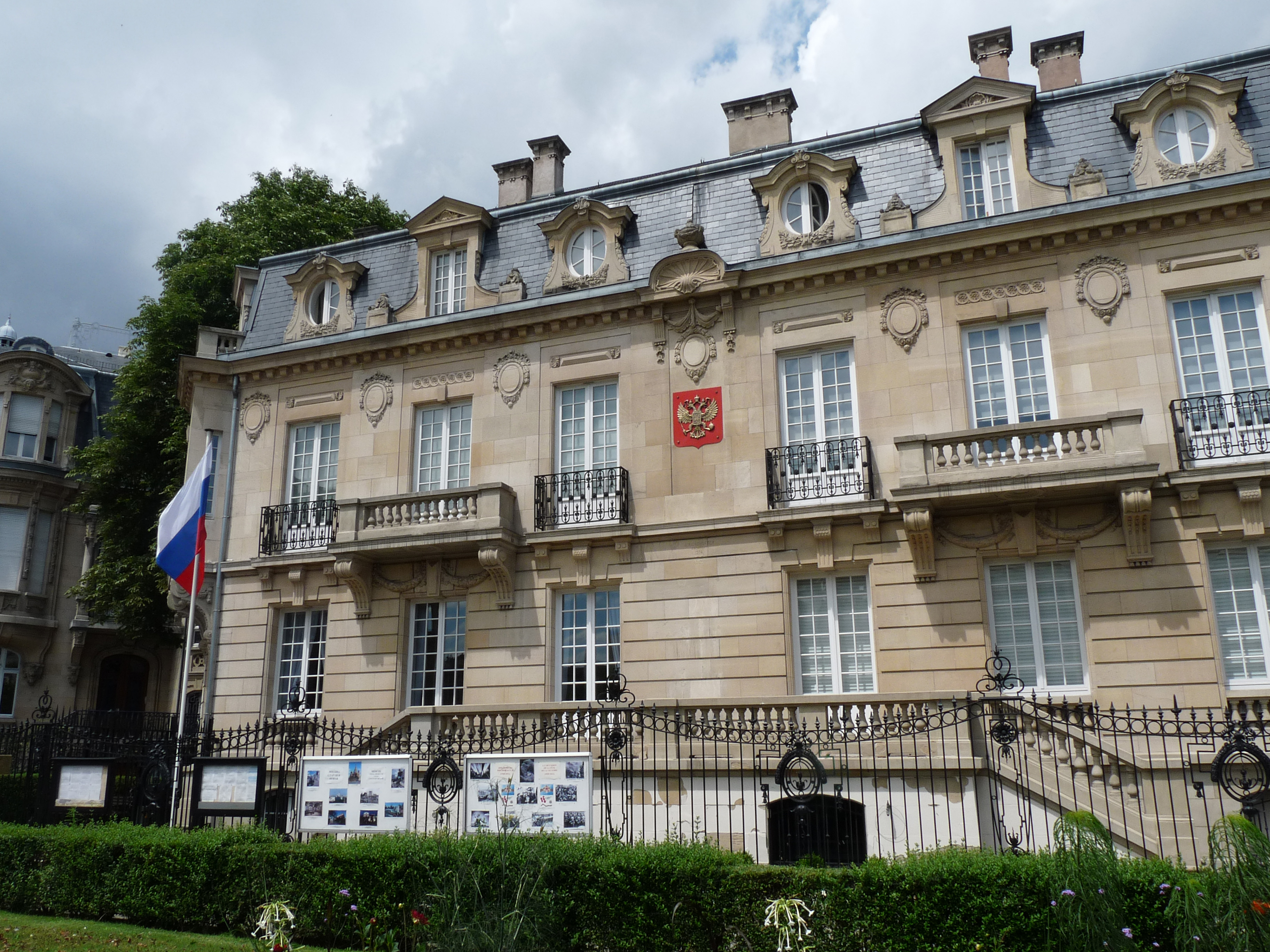

## وصلات خارجية
- موقع وزارة الخارجية الروسية
- موقع وزارة الخارجية الفرنسية